# Montalbano Jonico
Montalbano Jonico este o comună din provincia Matera, regiunea Basilicata, Italia, cu o populație de 6.662 locuitori (1 ianuarie 2023) și o suprafață de 136 km².

## Demografie
Montalbano Jonico - evoluția demografică

|  | Graficele sunt indisponibile din cauza unor probleme tehnice. Mai multe informații se găsesc la Phabricator și la wiki-ul MediaWiki. |

Date: Recensăminte sau birourile de statistică - grafică realizată de Wikipedia